# 燕閔公
燕閔公（？—前415年），中國戰國時期的燕國君主，或稱燕湣公，或燕文公，燕成公之子。在位二十四年卒（《史記》載愍公三十一年卒），子燕簡公立，一說是燕釐公立（《史記》載厘公立）。

## 文內注釋
1. ↑  方诗铭(1980)《中国历史纪年表》可能為誤？

| 前任： 燕成公 | 燕國君主 前438年—前415年 | 繼任： 燕後簡公 |